# Blattabacterium cuenoti
Blattabacterium cuenoti ist eine Bakterienart der Bacteroidetes. Sie ist die einzige Art der Familie Blattabacteriaceae. Die Art bildet eine Symbiose mit Schaben und einer Termitenart und wurde ausschließlich innerhalb dieser Insekten gefunden.

## Erscheinungsbild
Die Zellen sind entweder grade oder leicht gekrümmte Stäbchen mit abgerundeten Enden. Der Durchmesser beträgt 1 µm und die Länge liegt zwischen 1,6 und 9,0 µm. Die Länge variiert ein wenig abhängig von der Schabenart. Innerhalb Zellen des Abdomens der Schaben sind die Bakterien in spezialisierten Zellen, Mycetocyten genannt, vorhanden. Hier sind sie leicht länger als in Zellen innerhalb von Gonaden und Embryonen der Insekten.

## Ökologe
Blattabacterium cuenoti bildet eine Symbiose mit der Termitenart Mastotermes darwiniensis und mit fast allen Schabenarten. Innerhalb der Schabengattung Nocticola wurde Blattabacterium noch nicht gefunden. Das Bakterium ist lebensnotwendig für die Insekten. Es ist ein intrazellulärer Symbiont (innerhalb von Zellen des Wirtes) und bewohnt Zellen im Abdomen. Blattabacterium cuenoti liefert bestimmte Aminosäuren. Außerdem bildet es aus der vom Wirt gebildeten Harnsäure wieder nutzbare Stickstoffverbindungen. Es ist bislang nicht möglich Blattabacterium außerhalb des Wirtes zu kultivieren.